# Saint-Ouen-sous-Bailly
Saint-Ouen-sous-Bailly település Franciaországban, Seine-Maritime megyében. Lakosainak száma 225 fő (2022. január 1.). Saint-Ouen-sous-Bailly Bailly-en-Rivière, Douvrend, Envermeu és Petit-Caux községekkel határos.

## Népesség
A település népessége az elmúlt években az alábbi módon változott:
| Lakosok száma | 222  | 217  | 225  | 220  | 222  | 225  | 227  | 230  | 225  |
|               | 2013 | 2015 | 2016 | 2017 | 2018 | 2019 | 2020 | 2021 | 2022 |